# Elano
Elano Ralph Blumer, noto semplicemente come Elano (Iracemápolis, 14 giugno 1981), è un allenatore di calcio ed ex calciatore brasiliano, di ruolo centrocampista.
Dopo aver giocato per anni nel Santos, si afferma come centrocampista di talento in Europa con le maglie di Shakhtar Donetsk, Manchester City e Galatasaray. Tornato in patria, veste le casacche di Santos, Grêmio e Flamengo, debuttando anche nel neonato campionato indiano e vincendo il titolo di miglior marcatore del primo campionato indiano nel 2014.
Durante la sua carriera ha vinto due campionati brasiliani (2002 e 2004), due campionati ucraini (2005 e 2006), una Supercoppa ucraina (2005), un campionato indiano (2015), quattro Paulistão (2011, 2012, 2015 e 2016), un campionato Carioca (2014), la Coppa Libertadores 2011 con il Santos, la Coppa America 2007 e la Confederations Cup 2009 con la nazionale brasiliana.

## Caratteristiche tecniche
Calciatore duttile tatticamente, poteva essere schierato sia come centrocampista centrale che come esterno destro di centrocampo o come trequartista. Era dotato di un'ottima tecnica individuale e foga agonistica, oltre che di una buona visione di gioco, nel suo repertorio balistico, possedeva inoltre un buon tiro dalla lunga distanza.

## Carriera

### Club
In possesso del passaporto italiano in quanto discendente di immigrati provenienti dall'Italia, Elano inizia la sua carriera calcistica giocando in Brasile nel Guarani e nell'Inter de Limeira. Fece il grande salto di qualità trasferendosi al Santos dove divenne una pedina inamovibile. Il 2 febbraio 2005 venne poi acquistato per 7,8 milioni di euro dallo Šachtar, nel quale ottiene ottimi risultati. Si è infine trasferito il 2 agosto 2007 dallo Šachtar al Manchester City per 8 milioni di sterline (circa 12 milioni di euro) su precisa richiesta dell'allora tecnico del City Sven-Göran Eriksson. Ha avuto varie frizioni con il mister Mark Hughes nonostante abbia dichiarato di rispettare le scelte dell'allenatore.
Il 30 luglio 2009, dopo due anni di alti e bassi in Inghilterra, passa al Galatasaray firmando un contratto quadriennale. Con i turchi segna il suo primo gol il 23 agosto 2009 contro il Kayserispor con un tiro da 28 metri. Il 2 dicembre 2010 torna al Santos per la cifra di 3 milioni di euro. Il 9 luglio 2012 passa al Grêmio. L'8 gennaio 2014 passa in prestito al Flamengo. Il 6 agosto ritorna dal prestito. Il 22 agosto rescinde con il Grêmio. Il 19 settembre firma con gli indiani del Chennai Titans conquistando il titolo di capocannoniere del torneo con 8 gol segnati in 11 partite. Elano conclude la sua carriera nel Santos, con 7 presenze e nessun gol segnato, nel complessivo chiude con 454 presenze e 110 gol.

### Nazionale
È stato convocato in Nazionale per la prima volta nel gennaio 2004. Ha segnato il suo primo gol e la sua prima doppietta con la maglia del Brasile nell'amichevole Brasile-Argentina del 3 settembre 2006. Conta molte presenze con la maglia della sua Nazionale ed è stato stabilmente tra i convocati del CT Dunga.
Inserito nella lista dei 23 per i Mondiali 2010, va a segno nelle prime due partite della Seleçao contro Corea del Nord (2-1) e Costa d'Avorio (3-1). Tuttavia, nella gara contro la Costa d'Avorio, subisce un infortunio alla caviglia per via di una brutta entrata di un difensore ivoriano che lo costringe a concludere anzitempo il Mondiale, e viene sostituito da Ramires nelle gare successivamente.
Viene inserito nella lista dei 23 che partecipano alla Copa America 2011. Il 17 luglio ai quarti di finale, dopo i 120 minuti terminati 0-0, calcia il primo rigore della serie del Brasile contro il Paraguay; il suo tiro finisce alto sopra la traversa e, dopo quattro rigori sbagliati, i verdeoro escono dalla competizione. A seguito del torneo non è stato più convocato dalla nazionale brasiliana.

## Statistiche

### Presenze e reti nei club
Statistiche aggiornate al termine della carriera da calciatore.
| Stagione               | Squadra                | Campionato             | Campionato | Campionato | Coppe nazionali | Coppe nazionali | Coppe nazionali | Coppe continentali | Coppe continentali | Coppe continentali | Altre coppe | Altre coppe | Altre coppe | Totale | Totale |
| Stagione               | Squadra                | Comp                   | Pres       | Reti       | Comp            | Pres            | Reti            | Comp               | Pres               | Reti               | Comp        | Pres        | Reti        | Pres   | Reti   |
| ---------------------- | ---------------------- | ---------------------- | ---------- | ---------- | --------------- | --------------- | --------------- | ------------------ | ------------------ | ------------------ | ----------- | ----------- | ----------- | ------ | ------ |
| 1999                   | Guarani                | A1/SP+A                | 1+0        | 0+0        | CB              | -               | -               | -                  | -                  | -                  |             | -           | -           | 1      | 0      |
| 2000                   | Inter de Limeira       | A1/SP+A                | -          | -          |                 | -               | -               | -                  | -                  | -                  |             | -           | -           | -      | -      |
| 2001                   | Santos                 | A1/SP+A                | 5+25       | 1+2        | CB              | 2               | 0               | -                  | -                  | -                  | RSP         | 1           | 0           | 33     | 3      |
| 2002                   | Santos                 | A                      | 29         | 9          | CB              | 2               | 0               | -                  | -                  | -                  | RSP         | 6           | 0           | 37     | 9      |
| 2003                   | Santos                 | A1/SP+A                | 4+39       | 2+8        | -               | -               | -               | CL+CS              | 12+5               | 1+1                | -           | -           | -           | 60     | 12     |
| 2004                   | Santos                 | A1/SP+A                | 8+41       | 2+15       | -               | -               | -               | CL+CS              | 8+4                | 2+3                | -           | -           | -           | 61     | 22     |
| gen.-giu. 2005         | Šachtar                | VL                     | 13         | 4          | KU              | 2               | 0               | CU                 | 4                  | 1                  | SU          | -           | -           | 19     | 5      |
| 2005-2006              | Šachtar                | VL                     | 25         | 5          | KU              | 1               | 0               | UCL+CU             | 2+8                | 1+3                | SU          | 1           | 1           | 37     | 10     |
| 2006-2007              | Šachtar                | VL                     | 11         | 5          | KU              | 2               | 1               | UCL+CU             | 6+3                | 1+1                | SU          | 1           | 0           | 23     | 8      |
| Totale Šachtar         | Totale Šachtar         | Totale Šachtar         | 49         | 14         |                 | 5               | 1               |                    | 23                 | 7                  |             | 2           | 1           | 79     | 23     |
| 2007-2008              | Manchester City        | PL                     | 34         | 8          | FACup+CdL       | 2+2             | 1+1             | -                  | -                  | -                  | -           | -           | -           | 38     | 10     |
| 2008-2009              | Manchester City        | PL                     | 28         | 6          | FACup+CdL       | 1+1             | 0               | CU                 | 12                 | 2                  | -           | -           | -           | 42     | 8      |
| Totale Manchester City | Totale Manchester City | Totale Manchester City | 62         | 14         |                 | 6               | 2               |                    | 12                 | 2                  |             | -           | -           | 80     | 18     |
| 2009-2010              | Galatasaray            | SL                     | 25         | 3          | TK              | 4               | 1               | UEL                | 9                  | 2                  | -           | -           | -           | 38     | 6      |
| 2010-gen. 2011         | Galatasaray            | SL                     | 8          | 0          | TK              | 1               | 1               | UEL                | -                  | -                  | -           | -           | -           | 9      | 1      |
| Totale Galatasaray     | Totale Galatasaray     | Totale Galatasaray     | 33         | 3          |                 | 5               | 2               |                    | 9                  | 2                  |             | -           | -           | 47     | 7      |
| 2011                   | Santos                 | A1/SP+A                | 17+12      | 11+1       | -               | -               | -               | CL                 | 12                 | 3                  | Cmc         | 2           | 0           | 43     | 15     |
| gen.-mag. 2012         | Santos                 | A1/SP+A                | 18+3       | 0          | -               | -               | -               | CL                 | 11                 | 2                  | RSA         | -           | -           | 32     | 2      |
| 2012                   | Grêmio                 | PD/RS+A                | 0+25       | 0+7        | CB              | 0               | 0               | CS                 | 5                  | 1                  | -           | -           | -           | 30     | 8      |
| 2013                   | Grêmio                 | PD/RS+A                | 5+22       | 2+3        | CB              | 4               | 0               | CL                 | 8                  | 2                  | -           | -           | -           | 39     | 7      |
| Totale Grêmio          | Totale Grêmio          | Totale Grêmio          | 5+47       | 2+10       |                 | 4               | 0               |                    | 13                 | 3                  |             | -           | -           | 69     | 15     |
| gen.-ago. 2014         | Flamengo               | A/RJ+A                 | 7+4        | 2+0        | CB              | 0               | 0               | CL                 | 4                  | 1                  | -           | -           | -           | 15     | 3      |
| 2014                   | Chennaiyin             | ISL                    | 9+2        | 8+0        | -               | -               | -               | -                  | -                  | -                  | -           | -           | -           | 11     | 8      |
| gen.-ago. 2015         | Santos                 | A1/SP+A                | 14+5       | 0          | CB              | 5               | 2               | -                  | -                  | -                  | -           | -           | -           | 24     | 2      |
| 2015                   | Chennaiyin             | ISL                    | 13+2       | 4+0        | -               | -               | -               | -                  | -                  | -                  | -           | -           | -           | 15     | 4      |
| Totale Chennaiyin      | Totale Chennaiyin      | Totale Chennaiyin      | 22+4       | 12         |                 | -               | -               |                    | -                  | -                  |             | -           | -           | 26     | 12     |
| 2016                   | Santos                 | A1/SP+A                | 4+7        | 0+0        | CB              | 3               | 0               | -                  | -                  | -                  | -           | -           | -           | 14     | 0      |
| Totale Santos          | Totale Santos          | Totale Santos          | 70+161     | 16+35      |                 | 12              | 2               |                    | 52                 | 12                 |             | 9           | 0           | 304    | 65     |
| Totale carriera        | Totale carriera        | Totale carriera        | 461+4      | 110+0      |                 | 32              | 7               |                    | 113                | 27                 |             | 11          | 1           | 621    | 145    |

### Cronologia presenze e reti in nazionale
| Cronologia completa delle presenze e delle reti in nazionale ― Brasile | Cronologia completa delle presenze e delle reti in nazionale ― Brasile | Cronologia completa delle presenze e delle reti in nazionale ― Brasile | Cronologia completa delle presenze e delle reti in nazionale ― Brasile | Cronologia completa delle presenze e delle reti in nazionale ― Brasile | Cronologia completa delle presenze e delle reti in nazionale ― Brasile | Cronologia completa delle presenze e delle reti in nazionale ― Brasile | Cronologia completa delle presenze e delle reti in nazionale ― Brasile |
| Data                                                                   | Città                                                                  | In casa                                                                | Risultato                                                              | Ospiti                                                                 | Competizione                                                           | Reti                                                                   | Note                                                                   |
| ---------------------------------------------------------------------- | ---------------------------------------------------------------------- | ---------------------------------------------------------------------- | ---------------------------------------------------------------------- | ---------------------------------------------------------------------- | ---------------------------------------------------------------------- | ---------------------------------------------------------------------- | ---------------------------------------------------------------------- |
| 13-10-2004                                                             | Maceió                                                                 | Brasile                                                                | 0 – 0                                                                  | Colombia                                                               | Qual. Mondiali 2006                                                    | -                                                                      | 58’                                                                    |
| 9-2-2005                                                               | Hong Kong                                                              | Hong Kong                                                              | 1 – 7                                                                  | Brasile                                                                | Carlsberg Cup                                                          | -                                                                      | 67’                                                                    |
| 16-8-2006                                                              | Oslo                                                                   | Norvegia                                                               | 1 – 1                                                                  | Brasile                                                                | Amichevole                                                             | -                                                                      | 81’                                                                    |
| 3-9-2006                                                               | Londra                                                                 | Brasile                                                                | 3 – 0                                                                  | Argentina                                                              | Amichevole                                                             | 2                                                                      | 72’                                                                    |
| 5-9-2006                                                               | Londra                                                                 | Brasile                                                                | 2 – 0                                                                  | Galles                                                                 | Amichevole                                                             | -                                                                      | 72’                                                                    |
| 10-10-2006                                                             | Stoccolma                                                              | Brasile                                                                | 2 – 1                                                                  | Ecuador                                                                | Amichevole                                                             | -                                                                      | 90’                                                                    |
| 15-11-2006                                                             | Basilea                                                                | Svizzera                                                               | 1 – 2                                                                  | Brasile                                                                | Amichevole                                                             | -                                                                      | 89’                                                                    |
| 6-2-2007                                                               | Londra                                                                 | Brasile                                                                | 0 – 2                                                                  | Portogallo                                                             | Amichevole                                                             | -                                                                      |                                                                        |
| 24-3-2007                                                              | Göteborg                                                               | Brasile                                                                | 4 – 0                                                                  | Cile                                                                   | Amichevole                                                             | -                                                                      | 46’                                                                    |
| 27-3-2007                                                              | Stoccolma                                                              | Brasile                                                                | 1 – 0                                                                  | Ghana                                                                  | Amichevole                                                             | -                                                                      | 70’                                                                    |
| 5-6-2007                                                               | Dortmund                                                               | Brasile                                                                | 0 – 0                                                                  | Turchia                                                                | Amichevole                                                             | -                                                                      | 60’                                                                    |
| 27-6-2007                                                              | Puerto Ordaz                                                           | Brasile                                                                | 0 – 2                                                                  | Messico                                                                | Coppa America 2007 - 1º turno                                          | -                                                                      | 46’                                                                    |
| 1-7-2007                                                               | Maturín                                                                | Cile                                                                   | 0 – 3                                                                  | Brasile                                                                | Coppa America 2007 - 1º turno                                          | -                                                                      | 77’                                                                    |
| 7-7-2007                                                               | Puerto La Cruz                                                         | Cile                                                                   | 1 – 6                                                                  | Brasile                                                                | Coppa America 2007 - Quarti di finale                                  | -                                                                      | 71’                                                                    |
| 15-7-2007                                                              | Maracaibo                                                              | Brasile                                                                | 3 – 0                                                                  | Argentina                                                              | Coppa America 2007 - Finale                                            | -                                                                      | 34’                                                                    |
| 22-8-2007                                                              | Montpellier                                                            | Brasile                                                                | 2 – 0                                                                  | Algeria                                                                | Amichevole                                                             | -                                                                      | 46’                                                                    |
| 9-9-2007                                                               | Chicago                                                                | Stati Uniti                                                            | 2 – 4                                                                  | Brasile                                                                | Amichevole                                                             | 1                                                                      | 77’                                                                    |
| 12-9-2007                                                              | Boston                                                                 | Brasile                                                                | 3 – 1                                                                  | Messico                                                                | Amichevole                                                             | -                                                                      | 55’ 80’                                                                |
| 17-10-2007                                                             | Rio de Janeiro                                                         | Brasile                                                                | 5 – 0                                                                  | Ecuador                                                                | Qual. Mondiali 2010                                                    | 1                                                                      | 76’                                                                    |
| 18-11-2007                                                             | Lima                                                                   | Perù                                                                   | 1 – 1                                                                  | Brasile                                                                | Qual. Mondiali 2010                                                    | -                                                                      | 74’                                                                    |
| 31-5-2008                                                              | Seattle                                                                | Canada                                                                 | 2 – 3                                                                  | Brasile                                                                | Amichevole                                                             | -                                                                      | 65’                                                                    |
| 6-6-2008                                                               | Boston                                                                 | Brasile                                                                | 0 – 2                                                                  | Venezuela                                                              | Amichevole                                                             | -                                                                      | 62’                                                                    |
| 7-9-2008                                                               | Santiago del Cile                                                      | Cile                                                                   | 0 – 3                                                                  | Brasile                                                                | Qual. Mondiali 2010                                                    | -                                                                      | 78’                                                                    |
| 10-9-2008                                                              | Rio de Janeiro                                                         | Brasile                                                                | 0 – 0                                                                  | Bolivia                                                                | Qual. Mondiali 2010                                                    | -                                                                      | 76’                                                                    |
| 12-10-2008                                                             | San Cristóbal                                                          | Venezuela                                                              | 0 – 4                                                                  | Brasile                                                                | Qual. Mondiali 2010                                                    | -                                                                      |                                                                        |
| 15-10-2008                                                             | Rio de Janeiro                                                         | Brasile                                                                | 0 – 0                                                                  | Colombia                                                               | Qual. Mondiali 2010                                                    | -                                                                      | 57’                                                                    |
| 19-11-2008                                                             | Gama                                                                   | Brasile                                                                | 6 – 2                                                                  | Portogallo                                                             | Amichevole                                                             | 1                                                                      | 59’ 76’                                                                |
| 10-2-2009                                                              | Londra                                                                 | Brasile                                                                | 2 – 0                                                                  | Italia                                                                 | Amichevole                                                             | 1                                                                      | 69’                                                                    |
| 29-3-2009                                                              | Quito                                                                  | Ecuador                                                                | 1 – 1                                                                  | Brasile                                                                | Qual. Mondiali 2010                                                    | -                                                                      | 45’ 61’                                                                |
| 1-4-2009                                                               | Porto Alegre                                                           | Brasile                                                                | 3 – 0                                                                  | Perù                                                                   | Qual. Mondiali 2010                                                    | -                                                                      | 76’                                                                    |
| 6-6-2009                                                               | Montevideo                                                             | Uruguay                                                                | 0 – 4                                                                  | Brasile                                                                | Qual. Mondiali 2010                                                    | -                                                                      | 65’                                                                    |
| 10-6-2009                                                              | Recife                                                                 | Brasile                                                                | 2 – 1                                                                  | Paraguay                                                               | Qual. Mondiali 2010                                                    | -                                                                      | 59’                                                                    |
| 15-6-2009                                                              | Bloemfontein                                                           | Brasile                                                                | 4 – 3                                                                  | Egitto                                                                 | Conf. Cup 2009 - 1º turno                                              | -                                                                      | 62’                                                                    |
| 28-6-2009                                                              | Johannesburg                                                           | Stati Uniti                                                            | 2 – 3                                                                  | Brasile                                                                | Conf. Cup 2009 - Finale                                                | -                                                                      | 67’                                                                    |
| 12-8-2009                                                              | Tallinn                                                                | Estonia                                                                | 0 – 1                                                                  | Brasile                                                                | Amichevole                                                             | -                                                                      | 38’ 87’                                                                |
| 5-9-2009                                                               | Rosario                                                                | Argentina                                                              | 1 – 3                                                                  | Brasile                                                                | Qual. Mondiali 2010                                                    | -                                                                      | 68’                                                                    |
| 9-9-2009                                                               | Salvador                                                               | Brasile                                                                | 4 – 2                                                                  | Cile                                                                   | Qual. Mondiali 2010                                                    | -                                                                      | 72’                                                                    |
| 11-10-2009                                                             | La Paz                                                                 | Bolivia                                                                | 2 – 1                                                                  | Brasile                                                                | Qual. Mondiali 2010                                                    | -                                                                      | 67’                                                                    |
| 14-10-2009                                                             | Campo Grande                                                           | Brasile                                                                | 0 – 0                                                                  | Venezuela                                                              | Qual. Mondiali 2010                                                    | -                                                                      | 77’                                                                    |
| 14-11-2009                                                             | Doha                                                                   | Brasile                                                                | 1 – 0                                                                  | Inghilterra                                                            | Amichevole                                                             | -                                                                      | 65’                                                                    |
| 17-11-2009                                                             | Mascate                                                                | Oman                                                                   | 0 – 2                                                                  | Brasile                                                                | Amichevole                                                             | -                                                                      | 59’                                                                    |
| 2-6-2010                                                               | Harare                                                                 | Zimbabwe                                                               | 0 – 3                                                                  | Brasile                                                                | Amichevole                                                             | 1                                                                      |                                                                        |
| 7-6-2010                                                               | Dar es Salaam                                                          | Tanzania                                                               | 1 – 5                                                                  | Brasile                                                                | Amichevole                                                             | -                                                                      | 60’                                                                    |
| 15-6-2010                                                              | Johannesburg                                                           | Brasile                                                                | 2 – 1                                                                  | Corea del Nord                                                         | Mondiali 2010 - 1º turno                                               | 1                                                                      | 73’                                                                    |
| 20-6-2010                                                              | Johannesburg                                                           | Brasile                                                                | 3 – 1                                                                  | Costa d'Avorio                                                         | Mondiali 2010 - 1º turno                                               | 1                                                                      | 67’                                                                    |
| 27-3-2011                                                              | Londra                                                                 | Brasile                                                                | 2 – 0                                                                  | Scozia                                                                 | Amichevole                                                             | -                                                                      | 83’                                                                    |
| 4-6-2011                                                               | Goiânia                                                                | Brasile                                                                | 0 – 0                                                                  | Paesi Bassi                                                            | Amichevole                                                             | -                                                                      | 65’                                                                    |
| 3-7-2011                                                               | La Plata                                                               | Brasile                                                                | 0 – 0                                                                  | Venezuela                                                              | Coppa America 2011 - 1º turno                                          | -                                                                      | 76’                                                                    |
| 9-7-2011                                                               | Córdoba                                                                | Brasile                                                                | 2 – 2                                                                  | Paraguay                                                               | Coppa America 2011 - 1º turno                                          | -                                                                      | 46’                                                                    |
| 17-7-2011                                                              | La Plata                                                               | Brasile                                                                | 0 – 0 dts (0 – 2 dtr)                                                  | Paraguay                                                               | Coppa America 2011 - Quarti di finale                                  | -                                                                      | 111’                                                                   |
| Totale                                                                 |                                                                        | Presenze                                                               | 50                                                                     |                                                                        | Reti                                                                   | 9                                                                      |                                                                        |

## Palmarès

### Club

#### Competizioni statali
- Campionato paulista: 4

Santos: 2011, 2012, 2015, 2016
- Campionato Carioca: 1

Flamengo: 2014

#### Competizioni nazionali
- Campionato brasiliano: 2

Santos: 2002, 2004
- Campionato ucraino: 2

Shakhtar: 2004-2005, 2005-2006
- Supercoppa d'Ucraina: 1

Shakhtar: 2005
- Indian Super League: 1

Chennaiyin: 2015

#### Competizioni internazionali
- Coppa Libertadores: 1

Santos: 2011

### Nazionale
- Coppa America: 1

2007
- Confederations Cup: 1

2009

### Individuale
- Equipo Ideal de América: 1

2003
- Indian Super League Golden Boot: 1

Chennaiyin: 2014